# Uiterwaarden van de IJssel
De uiterwaarden van de IJssel zijn buitendijkse gebieden langs de rivier de IJssel in Nederland, ze bevinden zich in de provincies Gelderland en Overijssel. Het zijn merendeels natuurgebieden die beschermd zijn in het kader van de regelingen volgens Natura 2000.
De beschermde gebieden bevatten de meeste uiterwaarden langs de IJssel, de rivier zelf valt er niet onder. Een aantal vrijwel onvergraven en reliëfrijke kronkelwaarden zoals Cortenoever bij Brummen, Rammelwaard in Voorst, Ravenswaard bij Gorssel en Scherenwelle bij Wilsum vormt een kleinschalig oud cultuurlandschap.

## Flora
In de kronkelwaarden vindt men de typische stroomdalflora, planten die passen bij stroomdalgraslanden, kievitsbloemhooilanden en glanshaverhooilanden. Zachthoutooibos is aanwezig waar het de kans krijgt zich te vestigen. Andere reliëfrijke delen en gebieden die aansluiten op de zandgronden zijn van belang vanwege het daar groeiende zeldzame hardhoutooibos. Op sommige plaatsen zijn nog de traditionele meidoornhagen aanwezig. De monding van de rivier is van belang voor rivierfonteinkruid.

## Avifauna
De uiterwaarden langs de IJssel zijn een belangrijk broedgebied voor soorten die een sterke voorkeur hebben voor natte, ruige graslanden of drijvende watervegetaties. Daaronder zijn porseleinhoen, kwartelkoning en zwarte stern. Verder zijn ze van enig belang als broedgebied voor vogels die een voorkeur hebben voor bosrijke watergebieden met voldoende vis zoals aalscholver en ijsvogel. Een voorname functie als rust- en foerageergebied hebben de gebieden langs de rivier voor onder andere kleine zwaan, wilde zwaan, kolgans, slobeend, nonnetje, grote zaagbek, kievit, grutto en reuzenstern. Verder zijn ze van belang voor fuut, kleine zilverreiger, lepelaar, grauwe gans, krakeend, wintertaling, wilde eend, pijlstaart, kuifeend, visarend, slechtvalk, scholekster en tureluur. Voor wilde zwaan, kolgans, kievit en de grutto zijn de uiterwaarden langs de IJssel een van de belangrijkste gebieden in Nederland.

## Fauna
Naast reeën, hazen en in mindere mate het konijn, voelt de bever zich thuis langs de IJssel. Anno 2015 wordt ook de otter een enkele maal waargenomen.

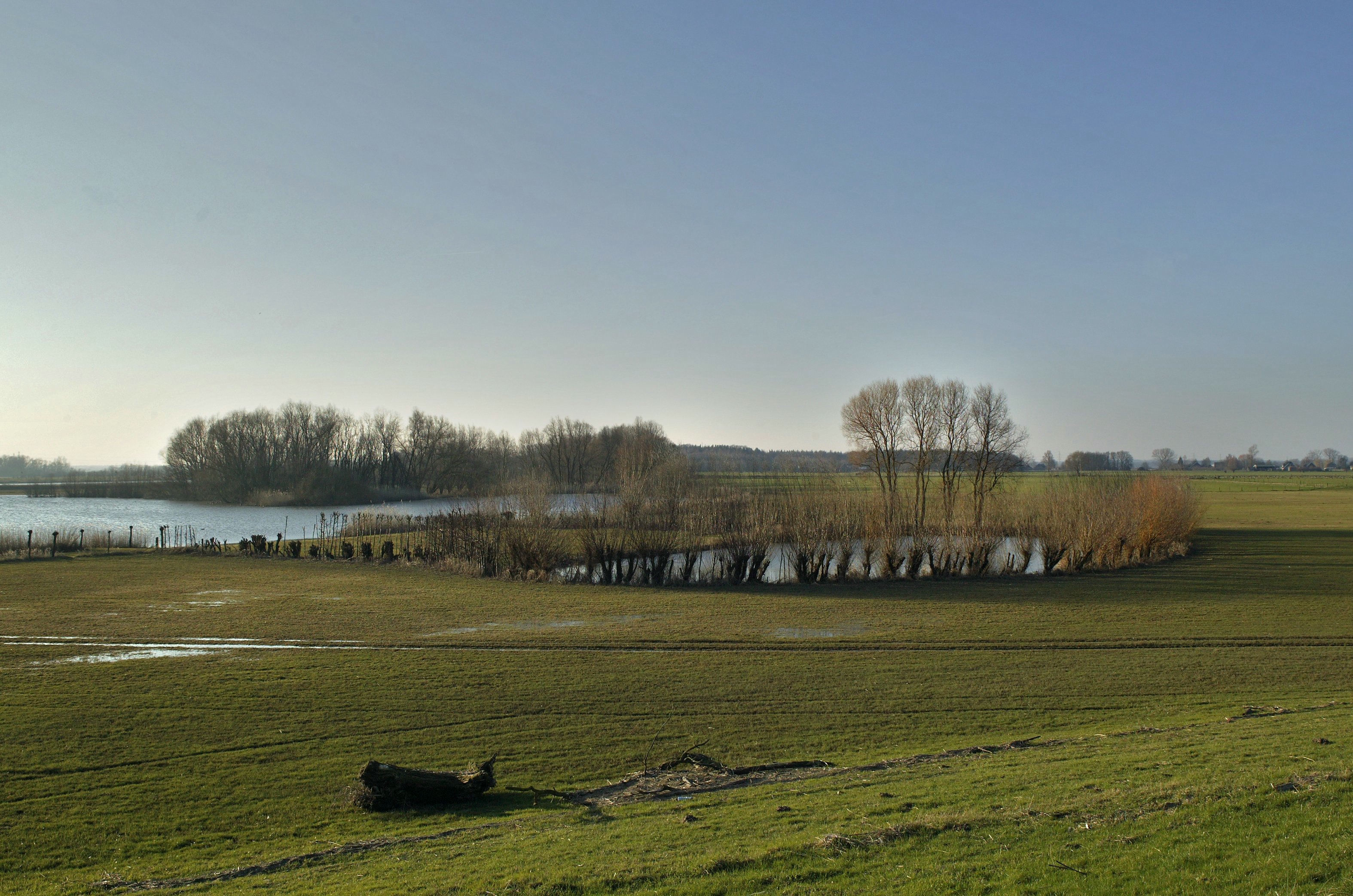
Uiterwaard bij Olst